# Bob Barr
Robert Laurence ”Bob” Barr, Jr, född 5 november 1948 i Iowa City, Iowa, är en amerikansk politiker. Han var tidigare republikan men bytte 2006 parti till Libertarian Party. Han var libertarianernas presidentkandidat i presidentvalet i USA 2008.

## Bakgrund
Barr arbetade för CIA 1971-1978. Barr kandiderade 1992 till USA:s senat men förlorade republikanernas primärval i delstaten Georgia knappt mot Paul Coverdell som sedan vann själva senatsvalet. Barr representerade Georgias 7:e distrikt i USA:s representanthus 1995-2003. Distriktsgränserna i Georgia ändrades inför 2002 års kongressval och Barr förlorade republikanernas primärval mot en annan sittande kongressledamot, John Linder. Efter tiden i kongressen har Barr arbetat för American Civil Liberties Union med frågor rörande informationsskydd.

## Presidentvalet i USA 2008
Barr meddelade 12 maj 2008 att han skulle kandidera i presidentvalet. Han angav sin besvikelse med regeringen George W. Bushs politik som orsaken till att han omprövade sitt tidigare beslut att inte ställa upp i valet.
Barr lovade att kraftigt minska statsutgifterna och dra tillbaka de amerikanska trupperna från Irak och från andra baser runt om i världen. I samband med att han tillkännagav sin kandidatur ifrågasatte Barr republikanen John McCains konservatism och påstod att både republikanerna och demokraterna ser USA som en välgörenhetsorganisation (a charity called the United States of America). Barrs möjligheter att bli president ansågs aldrig stora.
Inför Libertarian Partys partikonvent 2008 mötte Barr Mike Gravel och Wayne Allyn Root i en debatt som tidskriften Reason ordnade i Washington, D.C. Efter sex omröstningar nominerade libertarianernas konvent i Denver Barr till partiets presidentkandidat 25 maj 2008. Root blev nominerad till Barrs vicepresidentkandidat. Root hade blivit utslagen i den femte omröstningen och stödet från hans anhängare visade sig vara avgörande när Barr besegrade Mary Ruwart från Texas i den sjätte omröstningen med rösterna 374-276.